# Fabio Hernán Rodríguez
Fabio Hernán Rodríguez Hernández (Cogua, 21 september 1966) is een Colombiaans voormalig wielrenner.

## Belangrijkste overwinningen
1991
- Eindklassement Clásico RCN

1993
- Eindklassement Vuelta a los Valles Mineros

1994
- 7e etappe Clásico RCN